# سیارک ۱۰۷۱
سیارک ۱۰۷۱ (به انگلیسی: 1071 Brita، نامگذاری:1924RE) هزار و هفتاد و یکمین سیارک کشف شده‌است که در ۳ مارس ۱۹۲۴ و در رصدخانه سایمیز کشف شد.
قدر مطلق سیارک برابر ۱۰٫۱۰ است.